# Élections régionales de 2008 à Hambourg
Les élections régionales de 2008 à Hambourg (en allemand : Bürgerschaftswahl in Hamburg 2008) se tiennent le 24 février 2008 de manière anticipée, afin d'élire les 121 députés de la 19e législature du Bürgerschaft de Hambourg.

## Contexte

### Élections de 2004
À la suite des élections régionales du 29 février 2004, l’Union chrétienne-démocrate d'Allemagne (CDU), du premier bourgmestre Ole von Beust obtient une majorité absolue au Bürgerschaft, ce qui constitue le meilleur score de l’histoire du parti dans la région.

## Mode de scrutin
Le Bürgerschaft est constitué de 121 députés (Mitglied der Hamburgischen Bürgerschaft, MdHB) élus pour une législature de quatre ans au suffrage universel direct et suivant le scrutin proportionnel de Sainte-Laguë.
Chaque électeur dispose de six voix, selon le principe du « vote cumulatif » : les cinq premières (Wahlkreisstimmen) lui permettent de voter pour un ou plusieurs candidats de sa circonscription, le Land comptant 17 circonscriptions pourvoyant chacune entre trois et cinq sièges ; l’autre (Landesstimmen) lui permettent de voter pour une liste de candidats ou un candidat au niveau de la ville. Au total, 71 députés sont élus dans le cadre des circonscriptions.
Lors du dépouillement, l'intégralité des 121 sièges est répartie proportionnellement aux secondes voix entre les partis ayant remporté au moins 5 % des suffrages exprimés au niveau du Land. Si un parti a remporté des mandats de circonscription selon les règles du scrutin majoritaire plurinominal, ses sièges sont d'abord pourvus par ceux-ci. Les sièges restants sont attribués aux candidats de la liste municipale, en tenant compte du nombre de suffrages reçus personnellement par chacun d'eux.
Dans le cas où un parti obtient plus de mandats de circonscriptions que la proportionnelle ne lui en attribue, il conserve ces mandats supplémentaires et la taille du Bürgerschaft est augmentée par des mandats complémentaires distribués aux autres partis pour rétablir une composition proportionnelle aux secondes voix. Si un parti obtient des mandats de circonscription sans franchir le seuil électoral municipal, il conserve ces sièges mais la taille du Bürgerschaft n'est pas réajustée avec des mandats complémentaires.
C’est la première fois que ce système est appliqué pour les élections régionales, succédant à un scrutin proportionnel avec un seuil fixé à 5%.

## Campagne

### Principaux partis et chefs de file
| Parti | Parti                                                                              | Positionnement                                                              | Chef de file                        | Résultat en 2008           |
| ----- | ---------------------------------------------------------------------------------- | --------------------------------------------------------------------------- | ----------------------------------- | -------------------------- |
|       | Union chrétienne-démocrate d'Allemagne Christlich Demokratische Union Deutschlands | Centre droit Démocratie chrétienne, conservatisme, libéralisme              | Ole von Beust (Premier bourgmestre) | 56 députés 42,6 % des voix |
|       | Parti social-démocrate d'Allemagne Sozialdemokratische Partei Deutschlands         | Centre gauche Social-démocratie, troisième voie, progressisme               | Michael Naumann                     | 45 députés 34,1 % des voix |
|       | Liste verte alternative Hambourg Grün-Alternative-Liste Hamburg                    | Centre gauche Écologie, progressisme                                        | Christa Goetsch                     | 12 députés 9,6 % des voix  |
|       | Die Linke La Gauche                                                                | Extrême gauche à gauche Socialisme démocratique, anticapitalisme, populisme | Dora Heyenn                         | 8 députés 6,4 % des voix   |
|       | Parti libéral-démocrate Freie Demokratische Partei                                 | Centre droit Libéralisme, social-libéralisme                                | Hinnerk Fork                        | 0 député 4,8 % des voix    |

## Résultats
|                        |                                                                  |                                                                  |                  |                  |                  |                  |         |       |       |        |              |               |  |  |
| Partis                 | Partis                                                           | Partis                                                           | Circonscriptions | Circonscriptions | Circonscriptions | Circonscriptions | Liste   | Liste | Liste | Liste  | Total sièges | +/-           |  |  |
| Partis                 | Partis                                                           | Partis                                                           | Votes            | %                | Sièges           | +/−              | Votes   | %     | +/−   | Sièges | Total sièges | +/-           |  |  |
|                        | Union chrétienne-démocrate d'Allemagne (CDU)                     | Union chrétienne-démocrate d'Allemagne (CDU)                     | 1 451 742        | 38,99            | 31               | Nv.              | 331 067 | 42,58 | 4,64  | 25     | 56           | 7             |  |  |
|                        | Parti social-démocrate d'Allemagne (SPD)                         | Parti social-démocrate d'Allemagne (SPD)                         | 1 214 263        | 32,61            | 26               | Nv.              | 265 516 | 34,15 | 3,64  | 19     | 45           | 4             |  |  |
|                        | Liste verte alternative Hambourg (GAL)                           | Liste verte alternative Hambourg (GAL)                           | 508 118          | 13,65            | 11               | Nv.              | 74 472  | 9,58  | 2,7   | 1      | 12           | 5             |  |  |
|                        | Die Linke (Linke)                                                | Die Linke (Linke)                                                | 274 196          | 7,36             | 3                | Nv.              | 50 132  | 6,45  | Nv.   | 5      | 8            | 8             |  |  |
|                        | Parti libéral-démocrate (FDP)                                    | Parti libéral-démocrate (FDP)                                    | 222 598          | 5,98             | 0                | Nv.              | 36 953  | 4,75  | 1,91  | 0      | 0            | en stagnation |  |  |
|                        | Union populaire allemande (DVU)                                  | Union populaire allemande (DVU)                                  |                  |                  |                  |                  | 6 354   | 0,82  | Nv.   | 0      | 0            | en stagnation |  |  |
|                        | Kusch                                                            | Kusch                                                            | 29 746           | 0,80             | 0                | Nv.              | 3 519   | 0,45  | Nv.   | 0      | 0            | en stagnation |  |  |
|                        | Les Gris - Les Panthères grises (GRAUE)                          | Les Gris - Les Panthères grises (GRAUE)                          |                  |                  |                  |                  | 2 399   | 0,31  | 0,77  | 0      | 0            | en stagnation |  |  |
|                        | Die PARTEI (PARTEI)                                              | Die PARTEI (PARTEI)                                              | 6 698            | 0,18             | 0                | Nv.              | 1 958   | 0,25  | Nv.   | 0      | 0            | en stagnation |  |  |
|                        | Parti des pirates (PIRATEN)                                      | Parti des pirates (PIRATEN)                                      | 2 207            | 0,06             | 0                | Nv.              | 1 773   | 0,23  | Nv.   | 0      | 0            | en stagnation |  |  |
|                        | Allianz für Gesundheit, Frieden und soziale Gerechtigkeit (AGFG) | Allianz für Gesundheit, Frieden und soziale Gerechtigkeit (AGFG) | 923              | 0,02             | 0                | Nv.              | 989     | 0,13  | Nv.   | 0      | 0            | en stagnation |  |  |
|                        | Parti écologiste-démocrate (ÖDP)                                 | Parti écologiste-démocrate (ÖDP)                                 | 2 065            | 0,06             | 0                | Nv.              | 981     | 0,13  | 0,05  | 0      | 0            | en stagnation |  |  |
|                        | POP                                                              | POP                                                              | 1 262            | 0,03             | 0                | Nv.              | 772     | 0,10  | Nv.   | 0      | 0            | en stagnation |  |  |
|                        | Zentrum (ZENTRUM)                                                | Zentrum (ZENTRUM)                                                | 2 574            | 0,07             | 0                | Nv.              | 646     | 0,08  | Nv.   | 0      | 0            | en stagnation |  |  |
|                        | Indépendants                                                     | Indépendants                                                     | 7 154            | 0,19             | 0                | en stagnation    |         |       |       |        | 0            | en stagnation |  |  |
| Total                  | Total                                                            | Total                                                            | 3 723 546        | 100              |                  |                  | 777 531 | 100   |       |        |              |               |  |  |
|                        |                                                                  |                                                                  |                  |                  |                  |                  |         |       |       |        |              |               |  |  |
| Votes valides          | Votes valides                                                    | Votes valides                                                    | 777 531          | 99,18            |                  |                  | 777 531 | 99,02 |       |        |              |               |  |  |
| Votes blancs et nuls   | Votes blancs et nuls                                             | Votes blancs et nuls                                             | 6 439            | 0,82             | 7 712            | 0,98             |         |       |       |        |              |               |  |  |
| Total                  | Total                                                            | Total                                                            | 783 970          | 100              | 71               | en stagnation    | 785 243 | 100   | -     | 50     | 121          | en stagnation |  |  |
| Abstentions            | Abstentions                                                      | Abstentions                                                      | 452 701          | 36,61            |                  |                  | 451 428 | 36,50 |       |        |              |               |  |  |
| Inscrits/Participation | Inscrits/Participation                                           | Inscrits/Participation                                           | 1 236 671        | 63,39            | 1 236 671        | 63,50            |         |       |       |        |              |               |  |  |

### Formation du gouvernement
La CDU ayant perdu sa majorité absolue, elle est dans l’obligation de négocier un accord de gouvernement afin de rester au pouvoir. Théoriquement, l’ensemble des partis de gauche (SPD + GAL + Linke) dispose de 65 sièges, soit assez pour former un gouvernement, néanmoins cette possibilité a été écartée.
Le 16 avril 2008, la CDU et la GAL ont conclu un accord de principe pour la formation d’une Coalition noire-verte, avec le premier bourgmestre sortant Ole von Beust à sa tête. Après les négociations d’usage, Ole von Beust a été réélu premier bourgmestre d’Hambourg avec 69 voix sur 121, soit une de plus que le total des deux partis, lors de la session d’ouverture le 7 mai 2008. Son sénat est validé le même jour par 67 voix sur 121.